# Radoslav Velikov
Radoslav Marinov Velikov –en búlgaro, Радослав Маринов Великов– (Kutsina, 2 de septiembre de 1983) es un deportista búlgaro que compitió en lucha libre.
Participó en tres Juegos Olímpicos de Verano, obteniendo una medalla de bronce en Pekín 2008, en la categoría de 55 kg, el quinto lugar en Londres 2012 y el noveno lugar en Atenas 2004.
Ganó 3 medallas en el Campeonato Mundial de Lucha entre los años 2005 y 2011, y 5 medallas en el Campeonato Europeo de Lucha entre los años 2005 y 2012.

## Palmarés internacional
| Juegos Olímpicos   | Juegos Olímpicos   | Juegos Olímpicos  | Juegos Olímpicos |
| Año                | Lugar              | Medalla           | Categoría        |
| ------------------ | ------------------ | ----------------- | ---------------- |
| 2008               | Pekín (China)      | Medalla de bronce | 55 kg            |
| Campeonato Mundial |                    |                   |                  |
| Año                | Lugar              | Medalla           | Categoría        |
| 2005               | Budapest (Hungría) | Medalla de plata  | 55 kg            |
| 2006               | Cantón (China)     | Medalla de oro    | 55 kg            |
| 2011               | Estambul (Turquía) | Medalla de plata  | 55 kg            |
| Campeonato Europeo |                    |                   |                  |
| Año                | Lugar              | Medalla           | Categoría        |
| 2005               | Varna (Bulgaria)   | Medalla de plata  | 55 kg            |
| 2007               | Sofía (Bulgaria)   | Medalla de bronce | 55 kg            |
| 2009               | Vilna (Lituania)   | Medalla de bronce | 55 kg            |
| 2010               | Bakú (Azerbaiyán)  | Medalla de plata  | 55 kg            |
| 2012               | Belgrado (Serbia)  | Medalla de bronce | 55 kg            |